# História dos judeus na República Democrática do Congo
A história dos judeus na República Democrática do Congo remonta a 1907, quando os primeiros imigrantes judeus começaram a chegar ao país. A atual população judaica congolesa é principalmente de origem sefardita. 
O território onde atualmente é a República Democrática do Congo foi anexado e colonizado pela primeira vez pelos europeus depois de 1885, dentro do então Estado Livre do Congo. Em 1908, o próprio Estado Livre foi anexado pela Bélgica, tornando-se o Congo Belga.
Os primeiros judeus no Congo foram imigrantes de Romênia e Polônia.